# قشاوة (العدين)

تعديل مصدري - تعديل

قشاوة محلة تابعة لقرية الاعدان، التابعة لعزلة الرضائى بمديرية العدين إحدى مديريات محافظة إب في الجمهورية اليمنية، بلغ تعداد سكانها 38 حسب تعداد اليمن لعام 2004.